# 锅匠，裁缝，士兵，间谍
是一部由托马斯·阿尔弗雷德森2011年執導的電影。劇本由布里奇特·奧康納和彼得·薩斯加德改編自1974年約翰·勒卡雷发表的同名小說。本片由加利·奧文主演（飾喬治·斯麥雷），合作主演有柯林·菲爾斯、湯姆·哈迪、約翰·赫特、托比·瓊斯、馬克·史壯、班奈狄克·康柏拜區和希朗·漢德。
故事背景設在1970年代的倫敦，講述了追捕位於英國秘密情報局上層的蘇聯雙面間諜的故事。本片拍攝，英國Working Title Films電影公司負責製作，法國頻道製片公司統籌出資。2011年9月，于第68屆威尼斯國際電影節上首次公映，取得連續3周英國電影票房冠軍的佳績。

## 角色
- 蓋瑞·歐德曼 - 乔治·史迈利, "Beggarman"
- 哥連·費夫 - Bill Haydon, "Tailor"
- 汤姆·哈迪 - Ricki Tarr
- 馬克·史壯 - Jim Prideaux
- 希朗·漢德 - Roy Bland, "Soldier"
- 班奈狄克·康柏拜區 - Peter Guillam
- David Dencik - Toby Esterhase, "Poorman"
- 史提芬·格拉漢姆 - Jerry Westerby
- 賽門·麥克伯尼 - Oliver Lacon
- 陶比·瓊斯 - Percy Alleline, "Tinker"
- 尊·赫 - Control
- 賽佛蘭娜·科契柯娃 - Irina
- 凯茜·伯克 - Connie Sachs
- Roger Lloyd-Pack - Mendel
- Christian McKay - Mackelvore
- 康斯坦丁·哈宾斯基 - Polyakov
- Tomasz Kowalski - Boris

## 奖项
第65届英國電影和電視藝術學院獎
- 最佳英国电影
- 最佳改编剧本：Bridget O'Connor, Peter Straughan